# قدر (کارون)
قدر یک منطقهٔ مسکونی در ایران است که در دهستان قلعه‌چنان واقع شده‌است. براساس سرشماری مرکز آمار ایران در سال ۱۳۹۵، این روستا کمتر از سه خانوار جمعیت داشته‌است.